# Loxia leucoptera
El piquituerto aliblanco (Loxia leucoptera) es una especie de ave paseriforme de la familia Fringillidae que vive en Eurasia y Norteamérica.

## Descripción

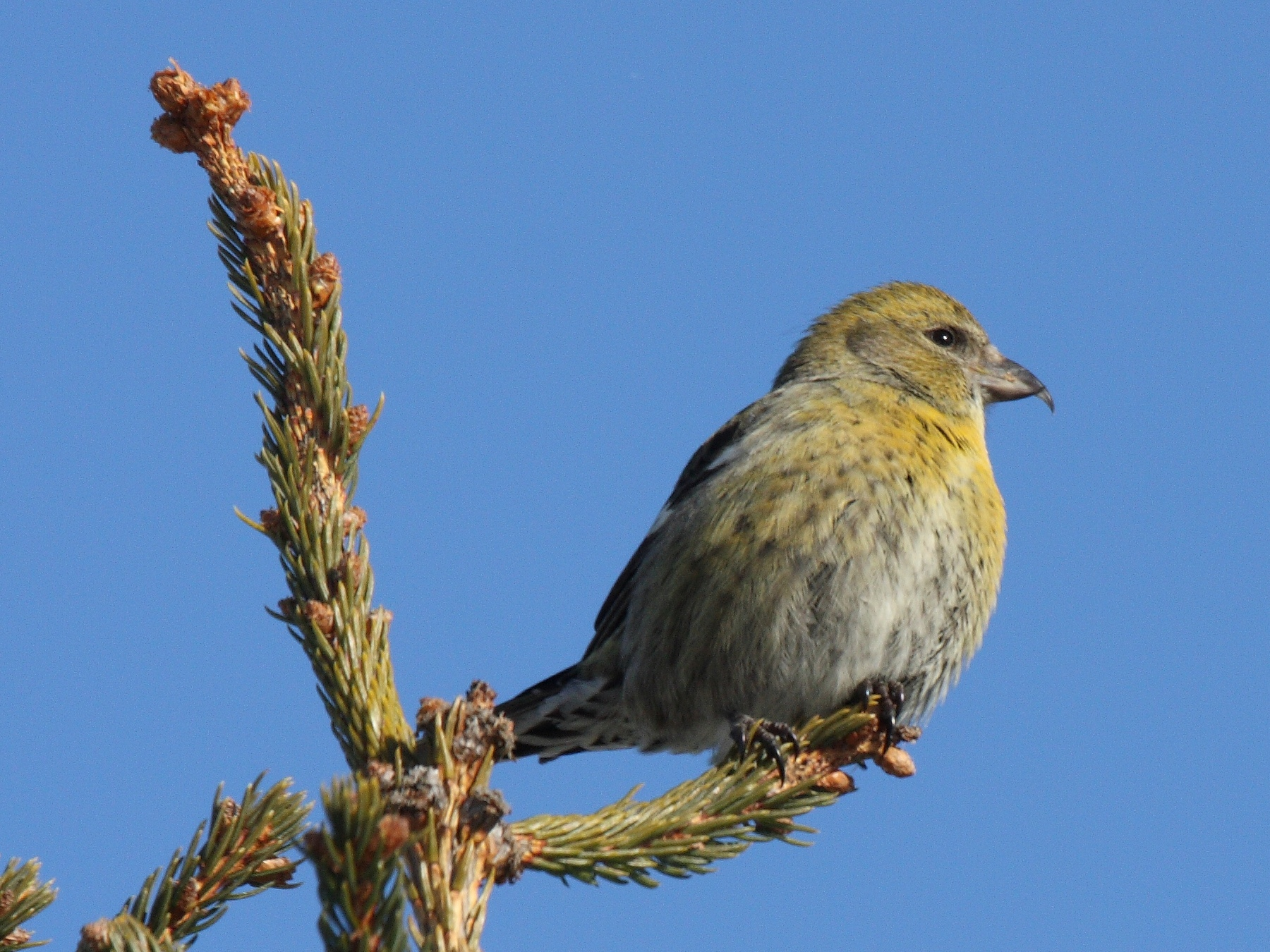
Hembra.

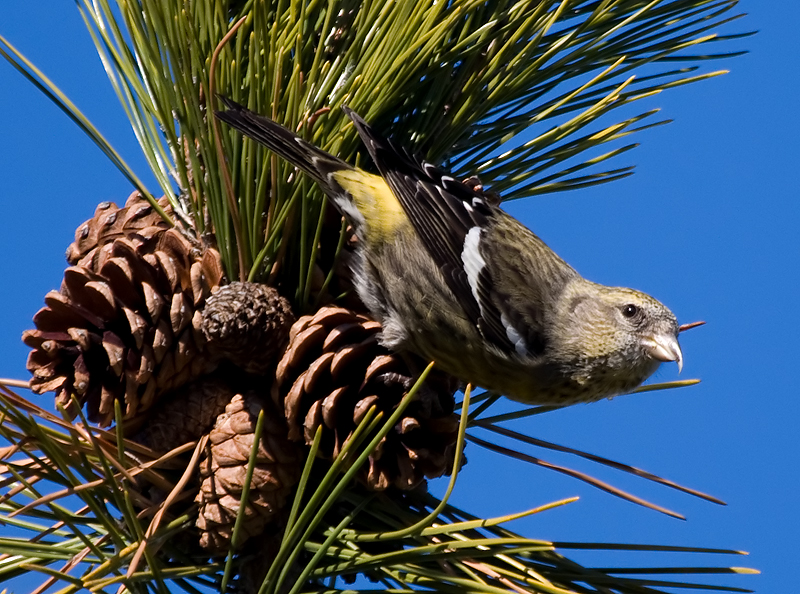
Se alimentan principalmente de piñones de diversas coníferas.

El piquituerto aliblanco mide entre 15 y 17 cm de largo. Como los demás piquituertos se caracteriza por tener un pico robusto con las puntas de ambas mandíbulas cruzadas. Su extraño pico es una adaptación para ayudarles a abrir las piñas de las coníferas, de cuyas semillas se alimentan. El plumaje del cuerpo y cabeza de los machos adultos tiende a ser rojo o rosado, y el de las hembras verde o amarillento, aunque existe mucha variación. Ambos presentan la cola y alas negras, estas surcadas por dos listas blancas. También tiene blanco en la punta de las terciarias. El blanco presente en sus alas lo hace fácil de diferenciar de las otras especies de piquitueros, en especial del piquituerto común, que es con el que coincide en gran parte de su área de distribución, y que es suele ser de tonos rojizos menos intensos. Además tiene la cabeza y el pico más pequeño que el piquituerto lorito y el piquituerto escocés. 
Su llamada consiste en sonidos de tipo chip más agudos y débiles que los del piquituerto común.

## Taxonomía
Se reconocen dos subespecies:
- Loxia leucoptera leucoptera, presente en Norteamérica;
- Loxia leucoptera bifasciata, de Eurasia.

El piquituerto de la Española anteriormente se consideraba una subespecie de piquituerto aliblanco, Loxia leucoptera megaplaga, pero actualmente se considera una especie aparte (Loxia megaplaga), que habita en los pinares de Pinus occidentalis, y se diferencia del piquituerto aliblanco por su plumaje más oscuro y su pico más robusto.

## Distribución y hábitat

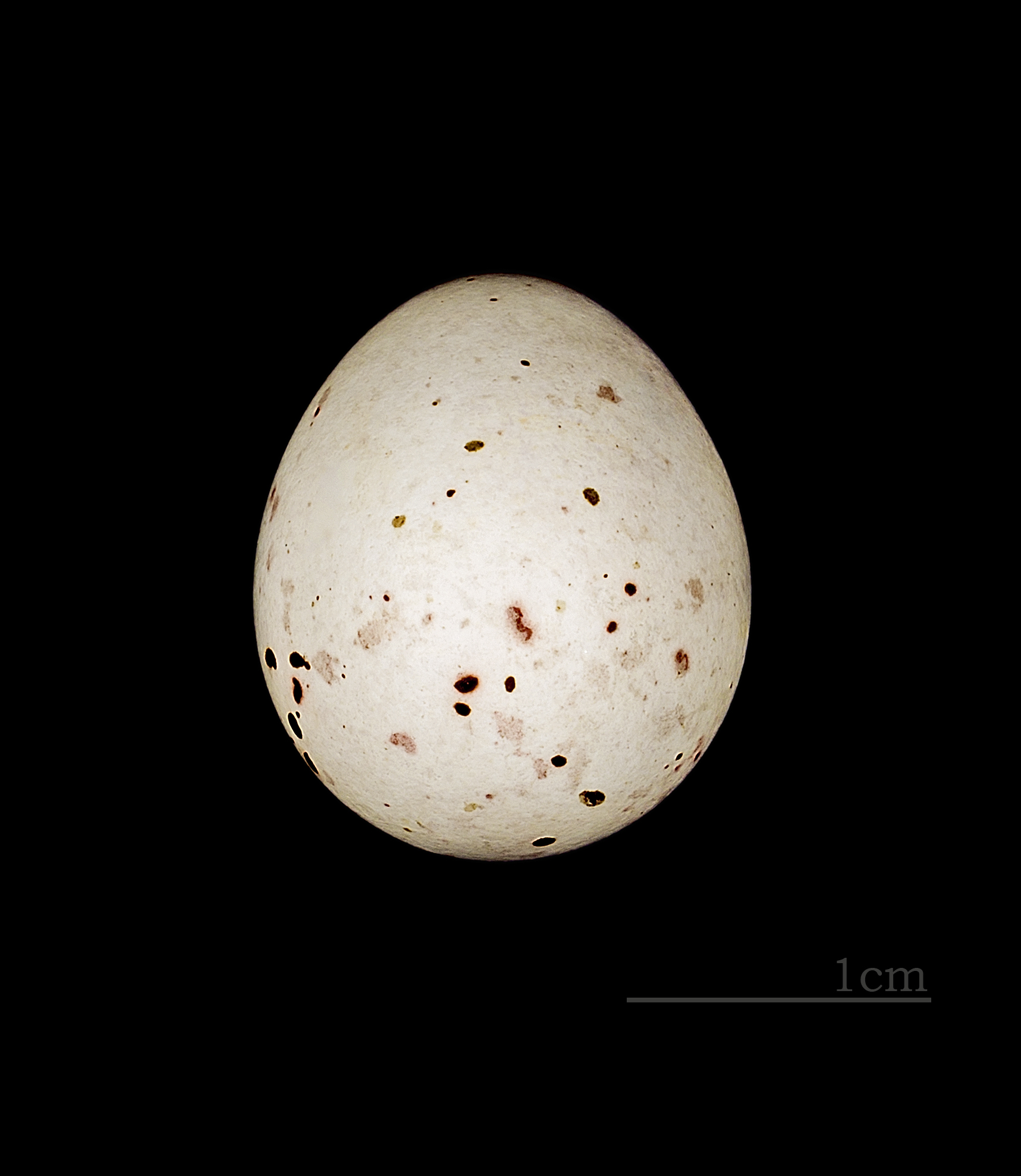
Huevo de Loxia leucoptera en el MHNT

El piquituerto aliblanco cría en los bosques de coníferas de Alaska, Canadá, la mitad norte de Estados Unidos, Asia y el noreste de Europa. 
Es un ave principalmente sedentaria, pero que hace incursiones irregulares hacia el sur si los recursos alimenticios disminuyen. La subespecie americana aparentemente se desplaza con más frecuencia que la euroasiática. Esta especie forma bandadas fuera de la estación de cría, con frecuencia mezclados con otros piquituertos. En Europa occidental es un divagante raro, que suele llegar junto a alguna oleada migratoria de piquituertos comunes.
Son aves especializadas en alimentarse de piñones. Los piquitueros aliblancos tienen preferencia por los alerces (Larix), en Eurasia el alerce siberiano (Larix sibirica) y el alerce de Gmelin (L. gmelinii), y en Norteamérica el alerce tamarack (L. laricina). También consumen bayas de los serbales Sorbus, y en Norteamérica también se alimentan de las piñas de la tsuga del Canadá (Tsuga canadensis) y la pícea blanca (Picea glauca). Anida en las ramas de las coníferas, y suele poner entre 3 y 5 huevos.